# Mesocapnia projecta
Mesocapnia projecta är en bäcksländeart som först beskrevs av Theodore Henry Frison 1937.  Mesocapnia projecta ingår i släktet Mesocapnia och familjen småbäcksländor. Inga underarter finns listade i Catalogue of Life.